# Hemerobius triangularis
Hemerobius triangularis är en insektsart som beskrevs av Mclachlan in Fedchenko 1875. Hemerobius triangularis ingår i släktet Hemerobius och familjen florsländor. Inga underarter finns listade i Catalogue of Life.